# Huis Habsburg-Lotharingen

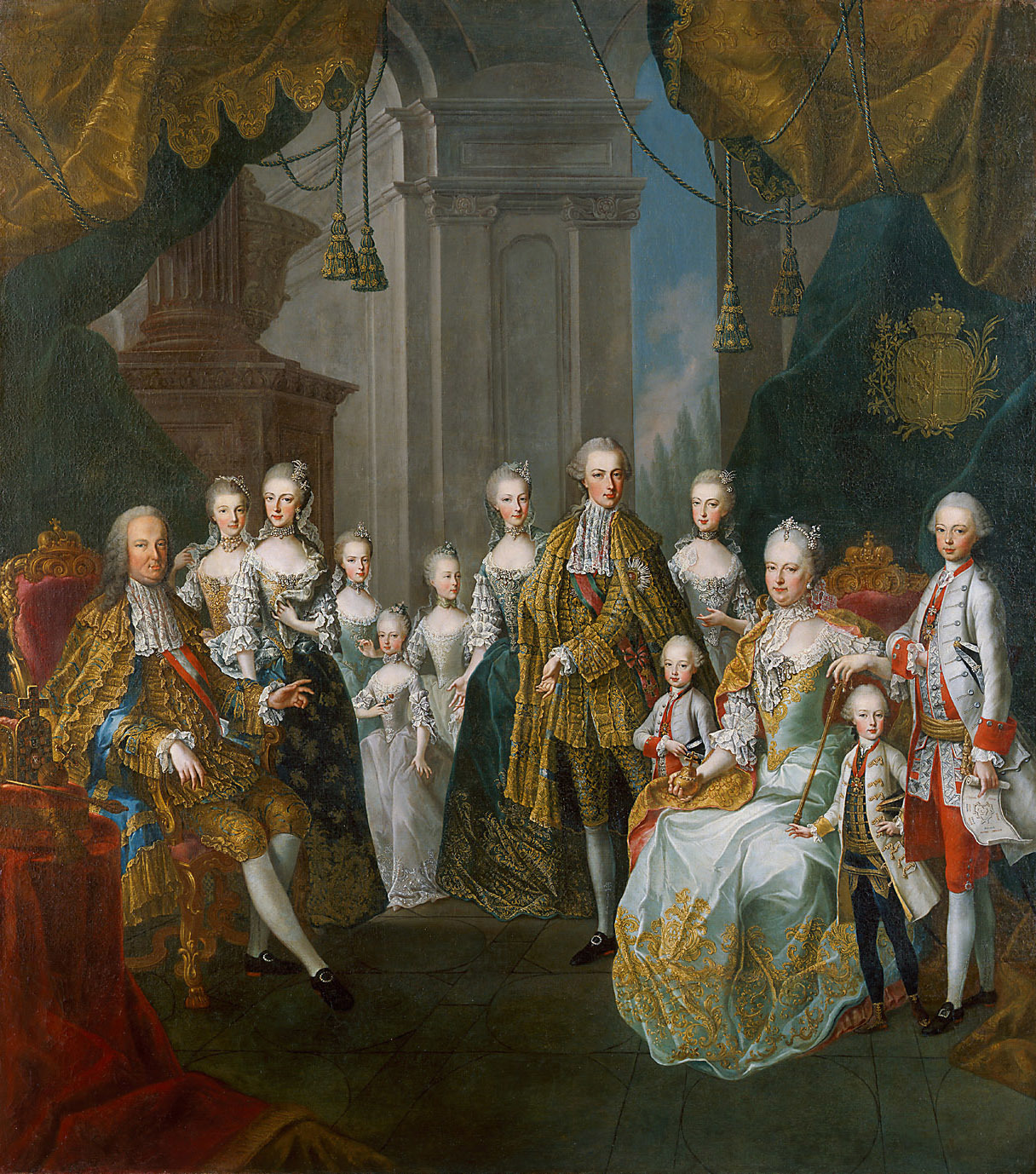
Maria Theresia en Frans, met hun elf kinderen, onder wie Jozef II en Leopold II

Het huis Habsburg-Lotharingen is de tak van het huis Habsburg die regeerde over de Oostenrijkse erflanden vanaf 1740, over het Heilige Roomse Rijk tussen 1745 en 1806 en als keizers van Oostenrijk tussen 1804 en 1918.
Zijtakken van de familie regeerden over Toscane en Modena (tak Oostenrijk-Este). Een individueel lid, Marie Louise, regeerde over Parma (1814-1847).

## Ontstaan
Keizer Karel VI had in 1713 de Pragmatieke Sanctie uitgevaardigd, waardoor hij in de Oostenrijkse erflanden (Oostenrijk, Tirol, de Zuidelijke Nederlanden, Hongarije, Bohemen) zou opgevolgd worden door zijn dochter aartshertogin Maria Theresia van Oostenrijk. Zij trouwde in 1736 met hertog Frans III van Lotharingen. Frans verloor Lotharingen in 1737 aan de Fransen, maar werd in de plaats groothertog van Toscane en vervolgens in 1745 verkozen tot keizer van het Heilige Roomse Rijk.
Na de dood van Karel VI in 1740 brak de Oostenrijkse Successieoorlog uit, waarna het opvolgingsrecht van Maria Theresia werd erkend. Haar naam en die van haar echtgenoot werden samengevoegd tot Habsburg-Lotharingen.  

## Heersers en familiehoofden

### Hoofdlijn
- Keizer Frans I Stefan (1708-1765), keizer van het Heilige Roomse Rijk, gehuwd met Maria Theresia (1717-1780), die zelf heerser was over de vele Habsburgse erflanden (1740-1780)
- Keizer Jozef II (1741-1790), keizer van het Heilige Roomse Rijk (1765-1790) en heerser (tussen 1765 en 1780 samen met zijn moeder) van de Habsburgse erflanden (de hausmacht)
- Keizer Leopold II (1747-1792), keizer van het Heilige Roomse Rijk en heerser over de Habsburgse erflanden (1790-1792)
- Keizer Frans II (1768-1835), keizer van het Heilige Roomse Rijk (1792-1806), heerser over de Habsburgse erflanden (1792-1835), vanaf 1804 als keizer Frans I van Oostenrijk
- Ferdinand I van Oostenrijk (1793-1875), keizer van Oostenrijk (1835-1848)
- Frans Jozef I van Oostenrijk (1830-1916), keizer van Oostenrijk (1848-1916)
- Karel I van Oostenrijk (1887-1922), keizer van Oostenrijk (1916-1918)
- Otto van Habsburg-Lotharingen (1912-2011)
- Karl Habsburg-Lotharingen (1961), familiehoofd sinds 2011

### Tak Toscane
- Frans  (1708-1765), groothertog van Toscane (1737-1765)
- Leopold I (1747-1792), groothertog van Toscane (1765-1790), tweede zoon van voorgaande
- Ferdinand III van Toscane (1769-1824), groothertog van Toscane (1790-1801 en 1814-1824), tweede zoon van voorgaande
- Leopold II van Toscane (1797-1870), groothertog van Toscane (1824-1859)
- Ferdinand IV van Toscane (1835-1908), titulair groothertog van Toscane (1859-1860), vervolgens troonpretendent

Deze tak bloeit tot vandaag en maakt nog aanspraken op de troon van het groothertogdom Toscane.

### Tak Oostenrijk-Este
- Frans IV van Modena (1779-1846), hertog van Modena (1814-1846)
- Frans V van Modena (1819-1875), hertog van Modena (1846-1859), vervolgens troonpretendent